# اوراوالا
اوراوالا (به لاتین: Urawala) یک منطقهٔ مسکونی در سری‌لانکا است که در استان مرکزی (سری‌لانکا) واقع شده‌است.